# Westamerikanische Dotterblume
Die Westamerikanische Dotterblume (Caltha leptosepala) ist eine Pflanzenart aus der Familie der Hahnenfußgewächse (Ranunculaceae).

## Merkmale
Die Westamerikanische Dotterblume ist eine ausdauernde krautige Pflanze, die Wuchshöhen bis 30 Zentimeter erreicht. Die Blattspreite ist oft länger als breit. Der Blütenstand hat kein oder nur ein Blatt. Der Blütenstand besteht aus 1 bis 2 (selten 4) Blüten. Die Blütenhüllblätter sind meist weiß, selten auch gelb (mit bläulicher Unterseite).
Die Blütezeit reicht von Mai bis August.
Die Chromosomenzahl beträgt 2n = 48 oder 96.

## Vorkommen
Die Westamerikanische Dotterblume kommt im warmen bis kühlen Nordamerika in subalpinen und alpinen Sümpfen und feuchten Wiesen in Höhenlagen von 750 bis 3900 Meter vor. Sie kommt von Alaska bis Arizona und New Mexico in Höhenlagen von 750 bis 3900 Metern Meereshöhe.

## Nutzung
Die Westamerikanische Dotterblume wird selten als Zierpflanze für Teichränder genutzt. Die Art ist seit spätestens 1827 in Kultur.